# 諾菈與時間工房 迷霧森林的魔女
《諾菈與時間工房 迷霧森林的魔女》（ノーラと刻の工房 霧の森の魔女）是ATLUS於2011年7月21日發售的任天堂DS遊戲軟體。

## 故事簡介
在小鎮恬蓓莉娜，流傳著「湖中的某個小島中，住著魔女蓓菈」的謠言。
見習導刻術師諾菈•布蘭德爾依據族人規定，隻身前往異國之地，在不為人知的情況下，於迷霧森林進行導刻術修行，然而諾菈剛到達迷霧森林，就被誤認為魔女蓓菈。為了解開誤會，諾菈決定藉由幫助村人解決問題，與村人進行交流，進而提升自己的信用。

## 登場人物
諾菈•布蘭德爾（聲優：竹達彩奈）
本作主角，16歲。於迷霧森林修行的導刻術師少女。個性樂觀開朗，雖然被說壞話都是淡淡帶過，不過壞話內容會牢記在心。
凱凱（聲優：大谷育江）
諾菈的好友，負責見證她的修行。提克族人。話很多，會清楚的表達自己的想法。
路茲•阿雷尼斯（聲優：鈴村健一）
新人少年冒險家，16歲，夢想成為冒險者大賺一筆，企圖打倒蓓菈一舉成名，起初把諾菈誤認為蓓菈而攻擊她。個性熱血，但戰鬥能力不怎麼樣。
卡爾娜•阿茲塔拉（聲優：ゆかな）
伊薩爾瀰鎮的傭兵。平常看起來胸襟寬廣、個性開朗，但戰鬥時完全沒有破綻，附近區域沒有人能夠與她為敵。目前住在劍兵聚集所。
艾爾西•克因（聲優：今野宏美）
恬蓓莉娜中克因武器店的獨生女。雖然年紀很小，但卻很獨立、上進。精通礦石，興趣是舉辦茶會。
梅羅（聲優：藤田咲）
住在諾菈庭院的迷之少女。性格溫和，總是面帶微笑。失去記憶，只記得自己的名字。
歐克特耶•雷斯特羅姆（聲優：石塚運昇）
成立恬蓓莉娜警衛團的壯碩男子。外表粗獷但個性溫柔，認為「強者就要像個紳士」。因為村子很和平所以工作很少，沒有什麼收入。
基特•貝爾曼（聲優：櫻井孝宏）
伊薩爾瀰的商家子女。個性認真、不苟言笑。長出入於工商會議所與交易對象溝通。雖然很會說話，但實戰經驗很少，對此感到不自在。
希爾卡•表倫（聲優：花澤香菜）
在恬蓓莉娜的診療所幫忙的少女。個性沉默寡言，內心十分堅強。擅長找藥草。
尤嘉•瓦爾塔能（聲優：子安武人）
於恬蓓莉娜的酒場出沒的青年，一天到晚都在吃肉乾。時常嘲弄別人，和路茲處的不好。

## 外部連結
- 諾菈與時間工房 迷霧森林的魔女官方網站（页面存档备份，存于）